# Carl Waninger
Carl Joseph Waninger (* 10. Mai 1882 in Düsseldorf; † 7. Juni 1961 in Ratingen) war ein deutscher Maschinenbauingenieur, Waffenkonstrukteur und Manager in der Rüstungsindustrie.

## Leben
Carl Waninger besuchte das Königliche Gymnasium an Marzellen in Köln, bevor er im Anschluss zwei Jahre lang bei der Eisenbahnhauptwerkstatt in Köln-Nippes tätig war. Von 1902 bis 1904 besuchte er die Königliche Maschinenbauschule Köln und war bis 1910 Leiter eines Konstruktionsbüros für schwere Schiffsgeschütze bei der Friedrich Krupp AG. 1910 wechselte er zur Rheinischen Metallwaaren- und Maschinenfabrik Actiengesellschaft, der späteren Rheinmetall. Dort stieg er zunächst zum Handlungsbevollmächtigten, danach zum Abteilungsdirektor, Werksdirektor und Chef der gesamten artilleristischen Entwicklung auf. 1940 wurde er zum Wehrwirtschaftsführer ernannt. 1943 erhielt er einen Professorentitel und war Lehrbeauftragter für wehrtechnische Themen an der Technischen Hochschule Berlin.
Nach dem Zweiten Weltkrieg wirkte Waninger unterstützend beim Wiederaufbau von Gemeindeverwaltungen und Volkshochschulen in Niedersachsen mit. Von 1957 bis 1961 war er Mitglied der Geschäftsführung von Rheinmetall. Während seiner beruflichen Tätigkeit machte er über 100 Erfindungen auf dem Gebiet der Wehrtechnik.
Waninger war Mitglied des Vereins Deutscher Ingenieure (VDI) und des Niederrheinischen Bezirksvereins des VDI. 1929 trat er der Schiffbautechnischen Gesellschaft bei. Er gehörte dem wissenschaftlichen Beirat der Lilienthalgesellschaft an und war Mitglied und später Präsidiumsmitglied der Godesberger Gesellschaft zur Förderung der wehrtechnischen Forschung der Wehrindustrie und Wehrwirtschaft. Er war Alter Herr der Burschenschaft Teutonia Aachen.

## Auszeichnungen
- 1936: VDI-Ehrenzeichen[4]
- 1940: Ehrendoktorwürde (als Dr.-Ing. E. h.) der Technischen Hochschule Aachen
- 1941: Kriegsverdienstkreuz 1. Klasse
- 1961: Großes Verdienstkreuz des Verdienstordens der Bundesrepublik Deutschland

## Schriften (Auswahl)
- Das Richten der Geschütze. VDI-Verlag, Berlin 1938 (zusammen mit Peter Füsgen).
- Knallbonbons – Die merkwürdigen Kanonaden eines alten Konstrukteurs. Marklein, Düsseldorf 1961.